# مينفول سيلمان
مينفول سيلمان (بالإنجليزية: Meinolf Sellmann)‏ ولد في هولتسميندن، ألمانيا وهو عالم كمبيوتر اشتهر بأبحاث الخوارزمية وركز بشكل خاص على خوارزميات تحسين الذات، وتكوين الخوارزمية الأوتوماتيكية والخوارزمية التي تستند إلى الذكاء الاصطناعي، والتحسين التجميعي.
حصل على درجة الدكتوراه في عام 2002 من جامعة بادربورن (ألمانيا)، وهو الآن قائد العمليات الفنية للتعلم الآلي واكتشاف المعرفة في مركز الأبحاث العالمي في جنرال إلكتريك. شغل منصبًا كمدير أول لتنسيق البيانات في قسم الحوسبة الإدراكية في أبحاث آي بي إم، والأستاذ المساعد في جامعة براون، وباحث في جامعة كورنيل.
تشمل جوائزه: جائزة كلية جامعة بادربورن (ألمانيا) لأطروحته لنيل درجة الدكتوراه، وجائزة NSF Career Award في عام 2007، واثنين ميداليتين ذهبيتين في مسابقة SAT 2011، والفائز في تحدي SAT 2012، وهما ميداليتان ذهبيتان في مسابقة SAT لعام 2013.
كما حصل أيضًا على جوائز الابتكار التقني الفائقة لشركة آي بي إم في عامي 2013 و 2014. تمت دعوته إلى Anziam 2017 وتكريتي 2017 وAAAI 2015 كما خدم في المجلس التقني للتكنولوجيات الناشئة (IEEE) (2012-2015)، مجلس تعليم AAAI (منذ عام 2016)، كرئيس المجموعة حول مستقبل الحوسبة وكان رئيس لمؤتمر CP 2007 ورئيس حلقة العمل على مستوى مؤتمر AAAI 2008، وبرنامج رئيس CPAIOR 2013 وLION 2016.